# Pharus legumen
Pharus legumen is een tweekleppigensoort uit de familie Pharidae. De wetenschappelijke naam van de soort werd in 1758 gepubliceerd door Carl Linnaeus als Solen legumen in de tiende editie van Systema naturae